# Julie Wendel Lundholdt
Julie Wendel Lundholdt (født 20. november 1983) er en tidligere dansk snowboarder fra København. Hun har specialiseret sig i snowboarddisciplinen snowboard cross (bordercross).
Julie W. Lundholdt har i to år trænet sammen med det spanske landshold for at få det optimale ud af anstrengelserne. Det hele begyndte i 1990, da hun som syvårig for første gang stod på ski. Den hidtil største sportslige præstation er en 6. plads ved VM i 2009 og ligeledes en 6. plads til en World-cup afdeling i 2008.  
Julie Lundholdt har indstilliet sin aktive karriere.  

## OL 2010
Julie kvalificerede sig ved de olympiske vinterlege i Vancouver til kvartfinalen i snowboard cross, hvor et styrt dog hindrede et videre avancement.

## Ekstern kilde/henvisning
- Julie Wendel Lundholdts profil på Olympedia (engelsk)